# Jerzy Piskun
Jerzy Andrzej Piskun (Pinsk, 4 giugno 1938 – Varsavia, 16 luglio 2018) è stato un cestista polacco.

## Carriera
Con la Polonia ha disputato due edizioni dei Giochi olimpici (Roma 1960, Tokyo 1964) e quattro dei Campionati europei (1959, 1961, 1963, 1965).

## Palmarès
- Campionato polacco: 1

Polonia Varsavia: 1958-59
- Coppa di Polonia: 1

Polonia Varsavia: 1969